# Rubus cochinchinensis
Rubus cochinchinensis är en rosväxtart som beskrevs av Leopold Trattinnick. Rubus cochinchinensis ingår i släktet rubusar, och familjen rosväxter.

## Underarter
Arten delas in i följande underarter:
- R. c. glabrescens
- R. c. stenophyllus